# HD 102839
Désignations
HD 102839, également désignée HR 4538, est une étoile supergéante de la constellation australe de la Mouche. Elle est visible à l'œil nu avec une magnitude apparente de 4,97. D'après la mesure de sa parallaxe annuelle par le satellite Gaia, l'étoile est distante d'environ 474 pc (∼1 550 al) de la Terre. Elle s'en éloigne à une vitesse radiale héliocentrique de +13 km/s.
HD 102839 est une supergéante jaune évoluée de type spectral G6Ib. Le rayon de l'étoile est environ 78 fois plus grand que le rayon solaire, elle est près de 1 600 fois plus lumineuse que le Soleil et sa température de surface est de 4 696 K. Elle tourne sur elle-même à une vitesse de rotation projetée de 7,6 km/s.